# Rafał Szereszowski
Rafał Szereszowski też Szereszewski (ur. 8 maja 1869 w Warszawie, zm. 26 kwietnia 1948 w Ellington) – bankier, filantrop, senator I kadencji.

## Życiorys
Urodził się 8 maja 1869 w Warszawie, w rodzinie Dawida i Róży z Folmanów. W 1891 ożenił się z Bertą Birsztajn. Był bankierem i prowadził działalność dobroczynną. Po śmierci ojca wraz z bratem Michałem w 1915 przejął kierownictwo Domu Bankowego DM Szereszowski. Podczas I wojny światowej był skarbnikiem Towarzystwa Niesienia Pomocy Żydowskim Ofiarom Wojny, przewodniczący Żydowskiego Komitetu Bezpieczeństwa. W 1916 został wybrany do Rady Miasta st. Warszawy. W 1920 działał w Zarządzie Cywilnym Ziem Wschodnich. W 1922 został wybrany na senatora I kadencji z listy nr 16 Bloku Mniejszości Narodowych w województwie lubelskim. W senacie zajmował się sprawami finansowymi, wchodząc w skład komisji skarbowo-pożyczkowej. Swoje zyski z bratem lokował w nieruchomościach i lasach mając po stabilizacji walutowej 5 milionów kapitału, co dawało mu wiodącą pozycję na rynku kapitałowo-bankowym.
Był pierwszym prezesem CENTOSu (od 1924). W 1932 i 1933 uczestniczył w dwóch pierwszych Światowych Konferencjach Żydów w Genewie. Po wybuchu II wojny i kapitulacji Warszawy przedostał się do Wilna. W 1941 osiadł w Stanach Zjednoczonych.
Zmarł 26 kwietnia 1948 w Ellington (Connecticut, USA). Został pochowany na cmentarzu Mt. Carmel Cemetery w Nowym Jorku (kwatera 1-C1-A12-12).

## Ordery i odznaczenia
- Złoty Krzyż Zasługi (13 maja 1933)[5]